# Alexandre Mathiau
Pour les articles homonymes, voir Mathiau.
Alexandre Mathiau est né le 3 mars 1870 à Moulins (Allier). Il sera d’abord commis des affaires indigènes à la Côte d'Ivoire en 1894-1895, avant de devenir géomètre du service topographique à Madagascar où il poursuivra sa carrière durant plus de 34 ans. Il aura ainsi eu l’occasion d’arpenter le territoire de Madagascar dès 1898, à une époque où la partie intérieure de l'Île était peu connue des Européens. Il a observé sa faune, plus particulièrement ses insectes. Plusieurs de ses observations ont été consignées dans le Bulletin de la Société entomologique de France. Certains spécimens qu'il a recueillis ont été envoyés au Muséum national d'Histoire naturelle de Paris. Il a également peint plusieurs aquarelles , témoins de la vie des gens de l’Île et de ses paysages. Outre sa contribution scientifique, Alexandre Mathiau a également participé très activement à la vie culturelle de l’Île.

## Biographie

### Identité
Son nom de famille est bien "Mathiau" (sans x à la fin). Cependant, dans le Journal officiel de Madagascar et dépendance, le Bulletin officiel du Ministère des colonies France et plusieurs journaux locaux (le Progrès de Madagascar ou la Dépêche malgache) il est nommé Mathiaux (avec un x final). L’erreur est certainement survenue par le fait que M. Mathiau ajoutait à la fin de sa signature officielle un signe particulier qui pouvait ressembler à un X comme on peut le voir dans l'acte de naissance de sa fille, Nicole Mathiau  et sur son acte de mariage avec Mary Jane Courret .
Cette erreur est relevée par P. Viette dans les Annales de la Société entomologique de France en 1962. « Mon ami A. Descarpentries qui le tient de M. Mathiau lui-même, me fait savoir […] que le nom ne se termine pas par un x. L’orthographe mathiauxi pour les espèces de coléoptères dédiées à M. Mathiau est donc une erreur ».
Par ailleurs, ses prénoms officiels (dans les actes d'état civil, sur son faire-part de décès), sont Gilbert Alexandre. Cependant, son prénom usuel est le plus souvent Alexandre.

### Carrière de géomètre à Madagascar
La première trace de sa carrière de géomètre du service topographique à Madagascar date de septembre 1898, alors qu’il est envoyé à Andevorante.
Le 22 avril 1899, il est nommé géomètre de 3e classe avant de gravir les échelons du titre de géomètre : il est « géomètre de 2e classe » en mai 1902 puis 1re classe en octobre 1906. Ses fonctions l’obligent à changer souvent de ville au gré de ses affectations, toutes mentionnées dans le Journal officiel de Madagascar et dépendances : de Andevorante en 1899, il ira à Diego en 1900, Fenerive en 1902, Majunga en 1906, Tamatave, puis, Tananarive en 1910, Morondova, Miandrivazo en décembre 1911 et Mananjary en juin 1913.
Nommé cadre auxiliaire des travaux publics, il est détaché à titre permanent au Service des domaines et de la propriété foncière et deviendra commis principal en 1909 puis commis principal de 2e classe du cadre auxiliaire en décembre 1911 puis chef de brigade topographique en juin 1913. À l’automne 1915, il réussit les épreuves du certificat d’aptitude pour avoir le grade supérieur de géomètre en chef de 2e classe. En date du 10 janvier 1929, alors chef du service topographique, il est nommé membre de la cour criminelle de Tamatave pour l’année 1929. Il porte alors le titre d’ingénieur-topographique de classe exceptionnelle.

### Vie de famille et décès
Fils de Jules Gustave Mathiau et de Françoise Mézoni, Alexandre Mathiau naît le 3 mars 1870 à Moulins (Allier, France). Il se marie avec Mary Jane Courret (née le 14 août 1884 à Nice, fille de Michel Albert Courret et de Marie Marguerite Comte) à Paris 17e, le 28 avril 1906. Après une période de congé, il rentre à Madagascar vers le 10 décembre 1906, accompagné de sa femme. Leur fille unique, Nicole, est née à Tananarive (ville de Madagascar connue maintenant sous le nom malgache Antananarivo) le 28 juin 1907. Il prend sa retraite en 1932, « après 53 ans et 11 mois de services et de pratique professionnelle, dont 11 ans et 4 mois de majoration pour services civils hors d’Europe ». Lors du mariage de leur fille Nicole en 1935, Alexandre Mathiau et Mary Jane Courret habitent à Paris, dans le 17e arrondissement. Le faire-part de décès envoyé par la famille indique "inhumation le 24 juillet 1948 au cimetière du Carbon-Blanc en Gironde".

## Contributions scientifiques

### Cartes/Maquettes
En 1930, trois maquettes du port de Tamatave en construction (1 500 petites maisons), de l’hôtel et des bains d’Antsirabe, de l’École de médecine de Tananarive, ont été exposées dans l’ancien immeuble Gatry.
L’année suivante, trois maquettes en relief représentant l’École de Médecine indigène de Tananarive, l’Établissement thermal d’Antsirabe à l’échelle 1:200 font partie de la section de Madagascar de l’Exposition Coloniale internationale qui s'est tenue à Paris du 6 mai au 15 novembre 1931.

### Zoologie
Durant ses 35 années environ passées comme géomètre sur l’île de Madagascar, Alexandre Mathiau a répertorié de nombreux insectes, dont la plupart sont répertoriés dans le Bulletin de la Société entomologique de France et les Annales de la Société entomologique de France.
Certains portent son nom :
- Elateridae nouveaux de Madagascar[12]
- Enaria mathiauxi[13],[14]
- Habroloma Mathiauxi
- Storthodontus mathiauxi (nl)[15]
- Tigidia Mathiauxi (synonyme de Acropholius mathiauxi)[16]
- P. (Microstenocera) mathiauxi JEANNEL ou l’histoire d’une identification imparfaite
Une série de papillons avait été capturée par Alexandre Mathiau en 1905 à Soanierana (maintenant Soanierana Ivongo) sur le côté Est, au nord de Fénérive (maintenant Fenoarivo Atsinanana), quasi identiques à une autre espèce, les schaumi, de la baie d’Antongil[17]. L’entomologiste E. Rivalier écrit que « en me basant sur l’identité morphologique parfaite des deux insectes, j’incline à penser que mathiauxi doit plutôt être considéré comme une sous-espèce de Schaumi que comme une espèce distincte. »

Alexandre Mathiau a aussi fait don de crocodiles, caméléons, serpents et poissons séchés au Muséum national d'Histoire naturelle de Paris.

## Vie artistique
Alexandre Mathiau, artiste aux talents divers (pianiste, acteur, écrivain, poète, peintre) était très impliqué dans la vie culturelle de l’Île et aussi très apprécié. Dès 1909, alors qu’on annonce une soirée de bienfaisance qui aura lieu le 8 mai, au profit de la Société de Secours Mutuels des Fonctionnaires de Madagascar, on trouve des mentions de ses prestations dans les journaux locaux : La littérature d’expression française, la Dépêche malgache, le Progrès de Madagascar ou leJournal officiel de Madagascar et dépendances du 4 novembre 1911 qui parle de ses « Chansons rosses ».
Alexandre Mathiau et sa femme étaient parmi les invités de la soirée du Nouvel-an 1911 donnée dès 10 heures dans les salons de la Résidence.
Sa fille Nicole, participe aussi à ses spectacles. Un spectateur écrit : « Le chant de départ, en apothéose, terminait la soirée. Ce numéro organisé par M. Mathiaux fut réussi de tous points. Mlle Nicolle [sic] est une révélation ». Le Tamatave du 7 juin 1916 relatait : « M. Mathiaux obtint un plein succès en disant avec beaucoup de goût, de distinction et de naturel le « Solo de flûte », monologue très spirituel dont il sut par son impeccable diction faire ressortir toutes les finesses. […] M. Mathiaux a su nous faire goûter son talent de chansonnier bien connu dans la Colonie. » À cette soirée, M. Mathiau y a joué aussi dans la comédie en deux actes de Courteline. « M. Mathiaux sut habilement composer le type ingrat du ‘Vieux Monsieur’ »; « La mise en scène, les costumes et les accessoires sont dus à M. Mathiaux que l’on ne saurait trop féliciter de son goût artistique et de son initiative. » Sa fille Nicole, alors âgée de 9 ans, participait aussi à cette soirée : « Les différents couplets furent parfaitement déclamés par la charmante Nicole Mathiaux ».

## Œuvres (aquarelles et poème)
En 1931, il publie un livre intitulé « Soliloques de brousse » aux Éditions Peyronnet (Paris), préface de Delelée Deloges, livre broché de 116 pages, illustré en noir et blanc d'après les croquis de l'auteur.
Un poème intitulé « Les poilus de France », daté du 22 mai 1916, a été publié dans la Dépêche malgache du 5 juin 1916, à l’occasion de la Journée du Poilu (jeudi 1er juin 1916).
De ses expéditions dans les terres de Madagascar, Alexandre Mathiau a réalisé plusieurs aquarelles représentant les paysages et la vie quotidienne des habitants de l'île.

## Prix et distinction

### Légion d’honneur
Alexandre Mathiau est nommé au rang de chevalier de la Légion d’honneur en 1932. Dans l’acte de mariage de sa fille Nicole, il est indiqué « fille de Gilbert Alexandre Mathiau, ingénieur topographe, Chevalier de la Légion d’honneur ». Son titre de chevalier de la Légion d’honneur figure aussi sur son faire-part de décès. Cependant, on ne trouve pas son nom dans la base Léonore des personnes qui ont reçu la Légion d’honneur.

### Prix François Secques
Décerné par décision unanime de la Commission à la séance du 22 février 1910 pour ses « envois au Muséum [d’histoire naturelle de Paris] avec un zèle et une persévérance dignes des plus grands loges [qui ont] apporté une notable contribution à la faune malgache, surtout du point de vue entomologique, mais ils sont faits avec un soin et une perfection qui révèlent un véritable naturaliste. […] Ses collections ont pu, à ce titre, figurer à Liège dans les sections agricole et coloniale, de même qu'à l'exposition coloniale de Marseille, où elles ont été très remarquées. ».
Créé en 1902 et décerné par la Société zoologique de France pour la première fois en 1904, puis tous les trois ans jusqu'en 1928, le prix François Secques est matérialisé par une médaille d’argent frappée au nom du lauréat. À l’origine, ce prix récompensait un instituteur ou un fonctionnaire colonial ayant contribué aux connaissances en zoologie. Ses critères ont été élargis pour pouvoir récompenser un voyageur méritant.

### Académie Malgache
Par arrêté du ministre de l’instruction publique et des beaux-arts, pris à l’occasion du 58e congrès des sociétés savantes, Alexandre Mathiau est nommé 2e officier d’académie.

### Autres distinctions
- Médaille d’argent de 2e classe du Service géographique du Ministère des Colonies[27]

Par ailleurs, plusieurs prix ou titres sont mentionnés sur le faire-part de décès d'Alexandre Mathiau, mais les documents officiels restent à trouver : Médaille commémorative du Dahomey; Officier d'instruction public; Commandeur de l'Étoile Noire du Bénin; Chevalier de l'Étoile d'Anjouan.

### Note
Les revues suivantes sont en ligne sur le site https://gallica.bnf.fr/ : Dépêche malgache ; Bulletin de la Société zoologique de France; Journal Madagascar. Industriel, commercial, agricole; Bulletin de la Société de topographie; Journal officiel de la République française. Lois et décrets; Bulletin officiel du Ministère des colonies France.